# Aristida hackelii
Aristida hackelii är en gräsart som beskrevs av José Arechavaleta. Aristida hackelii ingår i släktet Aristida och familjen gräs.
Artens utbredningsområde är Uruguay. Inga underarter finns listade i Catalogue of Life.